# 인제읍
인제읍(麟蹄邑)은 대한민국 강원특별자치도 인제군의 행정, 교통, 산업의 중심지이다.

## 개요
소양강과 내린천의 합류점 가까이에 있고 부근 일대는 경치가 아름답다. 대한민국 제일의 밀원지로 꿀의 생산량이 많고 임산물의 생산량도 많다. 금강산에 못지 않는 내설악 일대의 기암 괴석, 비폭, 벽담, 삼림미 등의 경승지가 많아 관광사업이 유망한 곳이다.
동쪽으로는 양양군 서면, 서쪽은 남면(南面), 남쪽은 기린면에, 북쪽은 북면에 닿아 있다. 상동리에 인제군청이 있고, 읍사무소 직할 귀둔출장소가 설치되어 있다.

## 연혁
- 본래 현내면(縣內面)이라고 하여 하도리(下道里), 상도리(上道里), 덕산(德山), 덕적리(德積里), 청계동(淸溪洞), 고사동(古沙洞), 7개리를 관할.
- 1906년 : 군내면(郡內面)으로 고치고 상도(上道), 동(東), 남 (南), 북(北), 합강(合江), 덕산(德山), 니(泥), 가아(加兒), 덕적(德積), 고사(古沙), 차평(車坪)의 11개 里로 개편.
- 1914년 : 행정구역 통폐합에 따라 동면의 원대(院垈), 하추동(下楸洞), 이탄(耳呑)을 편입하여 귀둔(貴屯), 하추(下楸), 원대(院垈), 가리산(加里山), 고사(古沙), 남북(南北), 상동(上洞), 합강(合江), 가아(加兒), 덕산(德山), 덕적(德積)의 11개 리로 개편.
- 1917년 : 인제면으로 개칭.
- 1948년 : 38선이 생기면서 38선 이북 10개 리가 공산 치하로 넘어가고 38선 이남 원대리는 내면을 제외한 인제군의 38선 이남 지역을 통합한 홍천군 신남면에 편입
- 1951년 : 다시 인제군에 편입되어 11개 리를 관할.
- 1979년 5월 1일 : 대통령령 제9409호에 의거하여 읍으로 승격.

## 행정 구역
| 법정리   | 한자명   | 행정리                                      | 비고            |
| -------- | -------- | ------------------------------------------- | --------------- |
| 가리산리 | 加里山里 | 가리산리                                    |                 |
| 가아리   | 加兒里   | 가아1리, 가아2리                            |                 |
| 고사리   | 古沙里   | 고사리                                      |                 |
| 귀둔리   | 貴屯里   | 귀둔리                                      |                 |
| 남북리   | 南北里   | 남북1리, 남북2리                            |                 |
| 덕산리   | 德山里   | 덕산리                                      |                 |
| 덕적리   | 德積里   | 덕적리                                      |                 |
| 상동리   | 上東里   | 상동1리, 상동2리, 상동3리, 상동4리, 상동5리 | 읍사무소 소재지 |
| 원대리   | 院垈里   | 원대리                                      |                 |
| 하추리   | 下楸里   | 하추리                                      |                 |
| 합강리   | 合江里   | 합강1리, 합강2리, 합강3리                   |                 |